# Дичо Петров
Дичо Петров Таков е български офицер, поручик, участник в комунистическото партизанско движение по време на Втората световна война. Командир на Войнишки партизански батальон „Христо Ботев“

## Биография
Дичо Петров е роден на 6 ноември 1919 г. в с. Проглед. Завършва Школата за запасни офицери през януари 1941 година Служи в 11 пехотен полк в Сливен. През юни 1942 г. е изпратен на служба в 1/15 граничен подучастък при село Конско, Гевгелийско.
На 15 декември 1943 г. поручик Петров, заедно с войниците от подучастъка преминава на страната на партизаните. Става командир на Войнишки партизански батальон „Христо Ботев“. Убит при обкръжаването и разгрома на отряда в битката при с. Батулия на 23 май 1944 г.
Посмъртно след Деветосептемврийския преврат е повишен във военно звание полковник.